# Pterocalyx strictissimus
Pterocalyx strictissimus är en amarantväxtart som beskrevs av Alexander Gustav von Schrenk. Pterocalyx strictissimus ingår i släktet Pterocalyx och familjen amarantväxter. Inga underarter finns listade i Catalogue of Life.